# Mercado negro de divisas

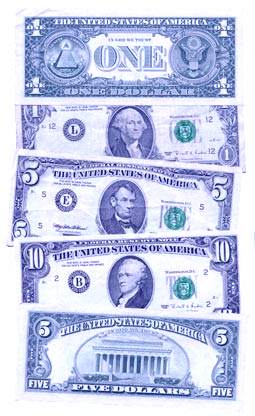
Dólar Blue es un eufemismo para referirse al dólar estadounidense comprado de forma ilegal en Argentina.

El mercado negro de divisas se refiere a la compraventa de divisas de manera no oficial con respecto al cambio que el banco central de un país mantiene y que se negocia fuera de las oficinas de cualquier banco nacional, este sistema puede ser legal o ilegal de acuerdo a las medidas económicas que tiene cada país. Debido a su presencia global, es habitual el uso del dólar estadounidense en este mercado, aunque también se utilizan otras monedas de reserva como el euro, la libra esterlina y el franco suizo, entre otras. En Venezuela este tipo de mercado era penado con cárcel de acuerdo a un decreto ley dado en 2004 hasta su derogatoria en agosto de 2018, Sin embargo este mercado se encontraba en las zonas de frontera como Maicao, Cucuta, Santa Elena de Uairén y Aruba. Actualmente en Venezuela se usa el promedio diario de las casas de cambio y no es ilegal.
Al igual que otros mercados negros existentes, el mercado negro de divisas se refiere a la transacción de monedas extranjeras esquivando las regulaciones cambiarias cada país y sin ser declarados ante las instituciones fiscales. En algunos casos, estas restricciones en políticas cambiarias del país son implantadas para establecer sistemas tipo corralito [cita requerida], y en otros casos, para controlar el financiamiento de actividades ilegales (como el tráfico de armas, de drogas, de personas, prostitución, juegos de apuestas ilegales, contrabando, extorsión, etc.). Así, los delincuentes que poseen una riqueza de la que no puede explicar su origen legítimo o lícito intentan blanquear el capital ilegal incluso con el objetivo de pagar los impuestos correspondientes y así poderlo utilizar como si fuera procedente de una actividad lícita. La aparición de mercados irregulares de divisas también puede ocurrir para actividades no necesariamente delictivas cuando se establecen medidas estrictas de control cambiario, lo que puede tener diferentes tipos de sanción según la legislación de cada país.
En aquellos países donde se establecen mercados negros de dólares se llama eufemísticamente «dólar paralelo», «dólar negro» o, en la Argentina, «dólar blue».

## Orígenes
El mercado negro de divisas están presente en todas las fronteras en todos los países del mundo donde existen dos monedas oficiales diferentes de cada país fronterizo, a través de pequeñas casas de cambio o intermediarios ambulantes que caminan en la frontera con una calculadora y un maletín ejecutivo, que abordan a los transeúntes que cruzan la frontera ya sean comerciantes o migrantes. A estas personas los llaman cambistas, dedicados al cambio de monedas y que tienen un margen de ganancia del diferencial de cambio, es un oficio que aparecen antes de la Edad Media con la aparición de la moneda. En estos puntos de cambio en la frontera también se cambian otras monedas siendo el dólar o el Euro principalmente por ser más comerciales, otras monedas son causas de especulación en cuanto a su compra-venta. En los aeropuertos internacionales también están presente las casas de cambio, bastante más formales con respecto a la operación de cambio.
Se le llama mercado negro de monedas por que son particulares los que ofrecen sus servicios que no son regentadas por el gobierno de cada país como son los bancos, pero que cumplen con dispositivos legales de funcionamiento y que ofrecen a veces un mejor precio en el cambio.

## Argentina
Durante los 80 fue común la existencia de dos mercados para el dólar, como organización permanente del mercado cambiario, lo que trajo enormes inconvenientes en la economía, en especial entre 1988 a 1990. La restricción de la libre disposición de dinero en efectivo de plazos fijos, cuentas corrientes y cajas de ahorros fue impuesta por el gobierno radical de Fernando de la Rúa el 3 de diciembre de 2001, y se prolongó por casi un año cuando se anunció oficialmente el 2 de diciembre de 2002 la liberación de los depósitos retenidos. Posteriormente y debido a la popularidad que adquirió el término «corralito», este se empezó a usar en todos los países de habla castellana para hacer referencia a la inmovilización de los depósitos realizada por el gobierno de cualquier país.
En 2011, el gobierno de Cristina Fernández de Kirchner aumentó los controles sobre la compra de divisas, requiriendo que los compradores pidieran autorización a la AFIP para realizar la transacción. El valor del dólar que publica el Banco Central de la República Argentina regía principalmente para liquidación de exportaciones e importaciones; mientras que muchos compradores se volcaron al mercado ilegal, creando una nueva cotización de la divisa que recibió el nombre de dólar blue. El adjetivo blue se debe a que las transacciones que se realizan con este billete provienen del «mercado negro», por fuera de la regulación establecida por la AFIP y en el idioma inglés el color azul también es utilizado para hablar de algo oscuro. La Procuración contra el lavado de activos indicó la sospecha de que las «cuevas» (sitios de compraventa ilegal de divisas) se inyectan con dinero proveniente del narcotráfico y también con dinero producto de la evasión fiscal y afirmó que procedimientos realizados en todo el país permiten sostener que este fenómeno «tiene una mayor complejidad, porque está asociado a otras maneras delictivas como por ejemplo, el lavado de dinero». Una de las consecuencias de esta medida fue el incremento de los depósitos a plazo fijo en pesos, que aumentaron un 53 % en 2012, respecto a igual periodo de 2011. Dentro de los plazos fijos, los de depósitos mayores a un millón de pesos crecieron 70 %, mientras que los menores de esa suma aumentaron un 30 %. También se produjo una caída del 36 % en la venta de inmuebles en la provincia de Buenos Aires en 2013; mientras que las reservas del Banco Central cayeron de 52 000 millones de USD a 46 300 . Un grupo de ciudadanos presentaron una acción de amparo para adquirir la divisa.
A partir del 27 de enero de 2014 los particulares cuyos ingresos estuvieran declarados ante la Administración Federal de Ingresos Públicos y que percibieran un sueldo equivalente de al menos dos salarios mínimos pudieron volver a adquirir divisas extranjeras para ahorro hasta un monto equivalente al 20 % de sus ingresos mensuales. Las divisas se podían adquirir sólo mediante transferencia de caja de ahorro, débito bancario o con cheques, agregándole un 20 % en concepto de «adelanto de ganancias», por lo cual a febrero de 2015 el dólar ahorro era canjeado a 10.34 ARS por unidad.
El 17 de diciembre de 2015 el presidente Mauricio Macri, quien había asumido una semana antes, puso fin a las restricciones para la adquisición de moneda extranjera. Esta decisión ocasionó una devaluación del peso cercana al 40 %, que en veinticuatro horas elevó su cotización de 9.83 a 13.95 por dólar. Tras la remoción de restricciones los argentinos aumentaron en un 200 % sus compras de dólares en el primer trimestre de 2016 y el déficit cambiario creció 45 % y la fuga de divisas alcanzó los 9000 millones USD en los primeros 9 meses. Para agosto de 2017 la brecha entre la cotización oficial y la ilegal se ubicó en torno al 5 %, cotizando el primero a 17.50 ARS y el segundo 18.30 ARS.
Tras la fuerte devaluación en 2019 (la divisa superó los 60 ARS), el 1 de septiembre de 2019 el gobierno de Macri impuso una nueva restricción en el mercado de cambios por la cual las personas físicas solo podían comprar hasta 10 000 USD al mes. A finales de octubre aumentaron las restricciones permitiendo únicamente la compra de 200 dólares mensuales con cuenta bancaria o 100 dólares en caso de utilizar efectivo. Estas medidas fueron continuadas por el gobierno de Alberto Fernández, que asumió en diciembre de 2019, quien además sumó un impuesto del 30 % a la compra de divisas, conocido como Impuesto PAIS y un 35 %  a cuenta de Impuesto a las Ganancias.
A diciembre de 2022 la brecha era del 89 % y ya existían seis tipos de dólar: dólar BCRA, dólar blue, dólar bolsa (o MEP), dólar solidario (o ahorro), dólar tarjeta y dólar turista (o Catar)
El 23 de noviembre de 2023, a tan solo cuatro días de la derrota del oficialismo en la segunda vuelta electoral, la Resolución General (AFIP) 5430 indica que subirá la percepción al 25 % de aplicación para las operaciones efectuadas desde el día 10 de octubre de 2023, es decir, un incremente del impuesto del 25 % que sumados a los anteriores resultaba en un 100 % sobre el precio del tipo de cambio oficial BCRA, 365.50 ARS por dólar, del tipo de dólar solidario, dólar tarjeta y dólar Catar. Mientras el dólar blue cotizaba a 1030 ARS.
El 12 de diciembre de 2023, el ministro de economía Luis Caputo, dos días de asumir el gobierno de Javier Milei, anunció un paquete de medidas económicas que incluyeron una devaluación de la moneda, con un salto en el tipo de cambio de 366 a 800 pesos por dólar.En abril de 2025, con un tipo de cambio oficial cercano a los 1100 pesos por dólar, se anunció el levantamiento de la mayoría de las restricciones cambiarias para personas físicas y la introducción de un sistema de flotación por bandas, donde la cotización de la moneda estadounidense se movería entre los 1000 y 1400 pesos por dólar.Al final del primer día hábil con el nuevo esquema cambiario, el valor del dolar oficial se ubicó en 1230 pesos, observándose una devaluación en torno al 12%,mientras que el dolar paralelo cotizó a 1285 pesos, resultando una brecha cambiaria del 4%.

## Brasil
En Brasil el mercado negro de divisas nació tras la liberalización financiera llevada a cabo por el ministro de economía y sus reformas de libre mercado, para contener el mercado negro la tasa dólar turismo fue creada durante el mandato de Tancredo Neves por el Banco Central de Brasil a finales de los años 80 en un intento por regular las transacciones de cambio de divisas llevadas a cabo en el mercado negro (o paralelo). Consistió en una tasa de cambio flotante que variaba de acuerdo con la oferta y la demanda, en un marco semi legal. Más tarde con la aplicación del Plan Real se produjo un atraso cambiario y una caída de reservas que llevó a una nueva reaparición del mercado negro de divisas, siendo utilizado en las principales ciudades turísticas del país. Ante esta situación, el gobierno vendió masivamente bonos soberanos a fin de contener la demanda de divisas en el mercado paralelo.[cita requerida]

## Colombia y México
En otros países como Colombia y México el mercado negro de divisas es un sistema de blanqueo de capitales diseñado por los cárteles de la droga colombianos en la década de 1980 y heredado por los narcos mexicanos que utilizan negocios en Los Ángeles para lavar los dólares en efectivo que iban acumulando, siendo un fenómeno complejo de rastrear, e implica que esos grupos criminales negocien a la conversión de sus dólares a pesos a cambio de que un intermediario, que es la clave de la operación, se lucre en la transacción, siendo el destino final de la transferencia otras zonas en América Central, el Caribe y otras locaciones en el Estado de Florida en los Estados Unidos.
Según Channing Sophia May, investigadora del tema del GFI, el narcotráfico se mueve en efectivo. Esto necesita de la mecánica del lavado de dinero con la banca en paraísos fiscales, la subfacturación del comercio internacional y el mercado negro de divisas. El mercado negro de divisas opera a través de un bróker, que a su vez, conecta con algún negocio en México que necesite dólares para pagar los productos que adquieren en Estados Unidos y les ofrece gestionar la adquisición. Una vez que la mercancía es enviada a México y vendida, los comerciantes pagan al intermediario el costo de los productos a un tipo de cambio que es favorable en comparación con la cotización interbancaria.
Este esquema de «lavado de dinero» empezó a ser utilizado desde la década de los 80 por los cárteles colombianos para que el dinero producto de la venta de cocaína en Estados Unidos no fuera detectado y llegara a manos de los narcos de Cali y Medellín.
Los colombianos lo hicieron principalmente a través de compañías cafetaleras, mientras que los cárteles mexicanos utilizan todo tipo de negocios. Un reporte del Senado de Estados Unidos estimó en 1.6 billones de dólares la cantidad que en 2009 blanquearon organizaciones criminales, principalmente del narcotráfico
A 2018 en Colombia se negocian diariamente 1.500 millones de dólares por parte de entidades bancarias, lo que ha debilitado fuertemente el mercado negro de divisas en el país.
En los últimos años este mecanismo ha sido utilizado también para lavar dinero por parte de mineras ilegales. En octubre de 2019 en medio de una fuerte devaluación del peso colombiano la Dirección de Impuestos y Aduanas Nacionales (Dian) y la Policía Fiscal y Aduanera (Polfa), ejecutaron en los últimos días acciones que permitieron detectar el ocultamiento de divisas, no justificadas, y sin los soportes de su legal comercialización, detectándose mercado negro de divisas en las principales ciudades del país entre ellas  Bogotá, Medellín, Cali, Bucaramanga y Cartagena

## Ecuador
En Ecuador desde siempre han existido los cambistas callejeros en sus fronteras de Huaquillas con Perú y Tulcan con Colombia, desde antes que se oficializara el dólar, eran quienes practicaban el mercado negro. En los últimos dos años en Ecuador ha aparecido un mercado paralelo de divisas, facilitado por la dolarización de la economía, y la desregulación operada bajo el gobierno de Lenín Moreno que favoreció la aparición de bancos paralelos y dificultó el rastreo de operaciones financieras sospechosas, bajo las influencias de las organizaciones transnacionales mexicanas, colombianas y peruanas el país utilizado para acopiar y enviar drogas, desde plataformas a través de puertos y aeropuertos, al mismo tiempo se ingresa divisas de otros países que son cambiadas por dólares para luego volcarlos al negocio inmobiliario por bandas que operan en diferentes escenarios desde la construcción de oficinas prémium a centros comerciales.

## España
Durante décadas funcionó el Instituto Español de Moneda Extranjera (IEME), creado en octubre de 1939 para encargarse de la política monetaria exterior y del tipo de cambio oficial de la peseta a otra divisa. El IEME practicó hasta 1959 una política de control de los cambios que provocó la aparición de un importante mercado negro.

## Honduras
En Honduras existe desde principios de la década de 1980 un vigoroso negocio de venta de dólares en el llamado «mercado negro», con cambistas que operan en calles céntricas, las afueras de hoteles y restaurantes de las principales ciudades del país y que realizan transacciones con cantidades mayores, que compran y venden dólares en sus negocios o residencias e incluso atienden ventas a domicilio.
El procurador general de Honduras, Héctor Tróchez, dijo que la prohibición facilitaría a las autoridades combatir el lavado de dólares procedente del narcotráfico o de otras actividades ilícitas.La ley hondureña sólo autoriza a los bancos y casas de cambio a realizar operaciones con divisas y diariamente se realiza una subasta de dólares, auspiciada por el Banco Central, donde el sistema compra para atender la demanda de sus clientes.

## Guatemala
En Guatemala el mercado negro de divisas apareció luego del terremoto de 1976, ampliándose sus consecuencias durante la década de los 80 y 90. A partir de 1980 se fue erosionando la capacidad de la autoridad monetaria para mantener la paridad. Así, en 1984 se estableció un sistema de mercados múltiples, que implicaba el abandono del tipo de cambio fijo, pero oficialmente no se reconoció la devaluación. Este período de inestabilidad cambiaria estuvo asociado con una caída de la actividad económica. Asimismo, en 1985 y 1986 se aceleró la inflación. En el segundo semestre de 1986 se puso en práctica un plan de estabilización económica, que produjo un salto y la multiplicación del mercado negro de divisas. La crisis cambiaria ocurrida en Guatemala en 1989. Este fenómeno culminó un prolongado período de tensiones en el mercado de divisas. En noviembre de 1989, la autoridad monetaria se vio obligada a abandonar el tipo de cambio fijo, ante la escasez de reservas monetarias internacionales y el agotamiento de la posibilidad acceder al endeudamiento externo.

## Estados Unidos
En Estados Unidos el mercado negro de divisas tiene su epicentro en Florida, en el sur del estado se ha creado un mercado negro de la única moneda convertible cubana, que los cubanoamericanos usan cuando visitan la isla.

## Tayikistán
El mercado negro de divisas también existe en el centro de Asia, en Tayikistán, la moneda tayika se cambia a 7.84 por dólar, comparada con un tipo no oficial de 8.15, según datos compilados por Bloomberg y cifras de la Cámara de Comercio de Estados Unidos en la capital Dusambé

## Nigeria
En Nigeria, debido a una escasez crónica de moneda extranjera, combinada con una alta demanda por dólares, ha hecho que el naira pierda alrededor del 45 % de su valor en el mercado negro con respecto al dólar; Llegando a un pico de 6000 nairas por dólar en 2019. En 2018, oficiales de policía y del Servicio de Seguridad del Estado iniciaron redadas a nivel nacional contra cambistas quienes intercambian dólares estadounidenses por fajos de la moneda naira.

## Perú
En Perú el dólar negro también recibe el nombre de dólar Ocoña debido a que se gesta en la Jirón Ocoña, ubicada unos mil metros del palacio presidencial y de la plaza de Armas, surge durante los años 1986 en el gobierno de Alan García se había convertido en el auténtico distrito financiero peruano. En esa calle y sus alrededores, numerosas oficinas de cambio y cientos de jóvenes, con puñados de intis en las manos, tratan de vender o comprar dólares por moneda peruana. La divisa norteamericana cambia su cotización varias veces al día en el jirón Ocoña debido a la oferta y la demanda, cuyos dólares llegan cada día a Lima y al resto de Perú en las avionetas colombianas que acuden al valle del Huallaga para recoger cargamentos de pasta básica de cocaína. El dólar de Ocoña era un dramático ejemplo de la paulatina influencia del narcotráfico en la débil economía de Perú en la época de las minidevaluaciones aplicadas por el gobierno aprista, el país carecía de Reservas internacionales para esa época apenas llegaban a 2 mil millones dólares, para 2019 la Reservas internacionales están por el orden de los 66 mil millones de dólares.  Existía una economía informal que representaba entre el 60 % y el 70 % de la producción nacional. En la actualidad siguen operando estafadores dedicadas al usar el mercado negro de divisas.

## Gambia
En Gambia el dólar paralelo apareció durante el comienzo de la dictadura de Yahya Jammeh, a fines de los 90, desde entonces debido a la creciente inflación, la falta de bancarización de la población y la inestabilidad económica crónica llevaron a que el mercado negro de divisas pasare de ser un mercado marginal al principal mercado de divisas, superando su nivel de transacciones a todo el sistema financiero legal gambiano. Durante la crisis de 2004 la economía caía estrepitosamente y comenzaron a escasear algunos bienes de primera necesidad, lo que disparó el nivel del mercado negro de divisas.

## Paraguay
Paraguay al ser una economía abierta al mercado sufre periódicamente los vaivenes económicos internacionales, sumada a su dependencia a la obtención de divisas y su economía primario exportadora basada en el monocultivo de soja-La cadena de la soja representa cerca del 85 % de las exportaciones del país. La relación entre los dos cambios argentinos y brasileño reduce los incentivos para la competitividad paraguaya, como resultado el intercambio de efectivo y de bienes se realiza a través del contrabando. Con un tipo de cambio oficial muy distante al paralelo, las ganancias del arbitraje disminuyen y con él se moderan los incentivos para el contrabando. La suba de la cotización del dólar genera un encarecimiento de los productos importados, principalmente en los bienes transables.

## Ucrania
El mercado negro apareció en Ucrania tras una severa restricción cambiaria y a una aparición de un mercado negro de dólares que cotizaban un 173 % más alto que el valor oficial A partir de 2016 la situación empeoró tras el rescate financiero de los grandes bancos junto con una crisis de deuda.El clima político en Ucrania colapsó la economía a mediados de 2016 cuando las reservas de Ucrania ya habían bajado de 17 800 millones a menos de 11 300 millones.  Mientras que la deuda por gas de Ucrania con Rusia en este momento era de 2780 millones, llevando a un default y a un colapso financiero.La economía de Ucrania se contrajo un 6.8 % en 2014, y esto continuó con un descenso del PIB del 12 % en 2015, y otra caída del 5 % en 2016 la mayor crisis económica de la historia del país.

## Venezuela
Para 2003 se aplica un sistema de control de cambio de la divisas que duraría hasta mayo de 2019 creando un dólar negro o dólar paralelo que era manejado en las fronteras del país, tiempo donde se produce la mayor corrupción de la historia venezolana, por la obtención de la divisa controlada por el gobierno y cotizada en algunos momentos, diez veces más bajo que el dólar del mercado negro (ver Anexo:Cotización histórica del bolívar con respecto al dólar). A partir del 2019 se aplica el Sistema de Divisas de Tipo de Cambio Complementario Flotante de Mercado (DICOM), un organismo venezolano, encargado de administrar las divisas a los venezolanos (compra y venta de dólares y euros) bajo ciertas condiciones y limitaciones controlando el libre acceso a la moneda extranjera. Durante el control cambiario se experimentaron varios sistemas de control, se rigió bajo la Ley de Ilícitos Cambiarios decretado en octubre de 2005 (derogada en agosto de 2018). CADIVI era un organismo que estaba adscrito al Ministerio de Finanzas y fue creado en el año 2003 a través del Decreto N° 2.302 de control cambiario que impuso el gobierno el 5 de febrero de ese mismo año. El ministro Jorge Gordani a principios del 2014 denunció que se había perdido 25 mil millones de dólares a través del sistema CADIVI.
El Centro Nacional de Comercio Exterior (CENCOEX) a partir de enero del 2014 hasta su cierre el 30 de enero del 2016, para ser administrado simplemente por el Banco Central de Venezuela para la cual se crea sistema de tipo de cambio flotante por medio de subastas con el Sistema de Divisas de Tipo de Cambio Complementario Flotante de Mercado (DICOM), se probaron varias modificaciones hasta llegar al 2 de mayo de 2019 que se elimina las subastas del DICOM, entonces el BCV pasa a controlar la información del precio promedio de la compra y venta a través de la «Mesa de Cambios» de los diferentes bancos del país. A partir del 5 de agosto de 2017 se inicia con el nuevo fiscal general una profunda investigación por casos de corrupción con el uso indebido en la obtención de dólares preferenciales y entrega de falsas facturaciones y declaraciones dentro de organismos públicos y los implicados son exfuncionarios del estado. Después de agosto de 2018 se elimina el control de cambio y se ingresa a la modalidad de la mesa de cambio con la participación del BCV como ente de regulador.
Desde el año 2019 Venezuela mantiene dos tipos de cambio, el llamado dólar oficial que es reportado en base al promedio de compraventa de los bancos nacionales un día antes por el BCV en su página oficial, el BCV negocia interdiario entre 25 y 35 millones de dólares; cuando la cotización del dólar sube, el BCV ha llegado a inyectar hasta 90 millones de dólares en un día, para cubrir la demanda y controlar el tipo de cambio; el segundo tipo es el que promedian las diferentes casa de cambio de acuerdo a la oferta y demanda que le dicen Dólar paralelo. El 28 de marzo de 2022 entra en vigencia el Impuesto a las Grandes Transacciones Financieras (IGTF) un impuesto de 3 % sobre las operaciones en divisas (dólares) o criptomonedas distintas al bolívar y al petro, realizadas por ciertas personas naturales y jurídicas que serán declarados por el SENIAT como contribuyentes especiales. Este impuesto ha mantenido relativamente la diferencia entre el dólar oficial y el dólar paralelo durante 2022 y 2023, el BCV busca inyectar semanalmente dólares en la mesa de negociaciones para equilibrar el cambio.